# 4-Aminonaphthalin-1-sulfonsäure
4-Aminonaphthalin-1-sulfonsäure ist eine chemische Verbindung aus der Gruppe der aromatischen Amine und der Naphthalinsulfonsäuren.

## Gewinnung und Darstellung
4-Aminonaphthalin-1-sulfonsäure kann durch Reaktion von  1-Aminonaphthalin mit Schwefelsäure gewonnen werden.

## Eigenschaften
4-Aminonaphthalin-1-sulfonsäure ist ein brennbarer schwer entzündbarer weißer Feststoff, der sehr schwer löslich in Wasser ist.

## Verwendung
4-Aminonaphthalin-1-sulfonsäure wird als Zwischenprodukt bei der Synthese von Azofarbstoffen wie C.I. Acid Red 18 (Cochenillerot A), C.I. Acid Red 27 (Amaranth) oder C.I. Acid Red 88 (Rocceline) verwendet. Sein Natriumsalz wurde als nicht-toxisches Hämostatikum eingesetzt.